# Wouter Raskin
Wouter Raskin, né le 18 février 1975 à Bilzen, est un homme politique belge, membre de la Nieuw-Vlaamse Alliantie (N-VA). Il est député à la Chambre des représentants.

## Biographie
Wouter Raskin nait le 18 février 1975 à Bilzen. Il est échevin de cette commune entre 2013 et 2018,.
Aux élections législatives fédérales de 2014, Wouter Raskin est élu à la Chambre des Représentants. Il est réélu en 2019 et en 2024.